# Nickelodeon Teen
Nickelodeon Teen è un canale televisivo francese appartenente a Nickelodeon.

## Loghi

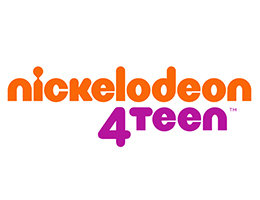
2014-2017
2017-2024
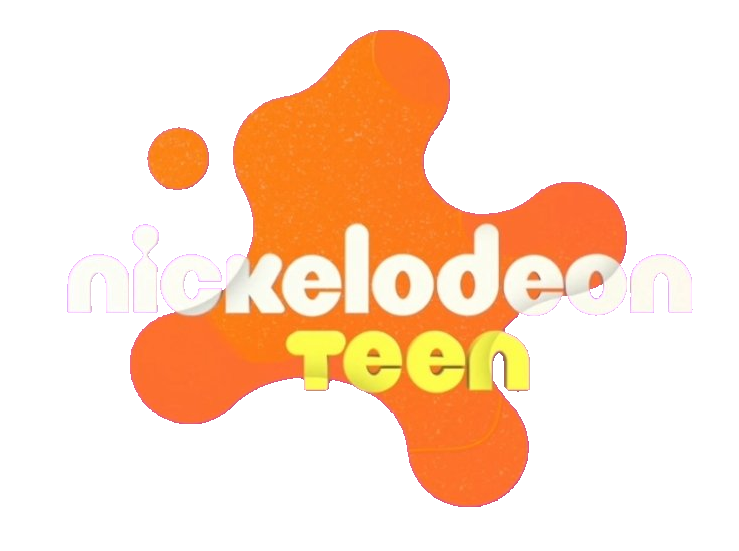
2024 al 2025

## Palinsesto

### Programmazione attuale
- 100 cose da fare prima del liceo
- I fantasmi di casa Hathaway
- Unfabulous
- Bella e i Bulldogs
- Big Time Rush
- Chica Vampiro
- La vera casa dei Loud
- Cousin Skeeter
- Drake & Josh
- Dragon Ball Kai
- I Am Franky
- Fresh
- Game Shakers
- Noobees
- iCarly
- Jordan
- Kenan & Kel
- Henry Danger
- Danger Force
- Mamma in un istante
- Mr. Meaty
- Miss Farah
- Mega Monsters Mayhem
- Le pazze avventure di Bucket e Skinner
- Hunter Street
- I Thunderman
- Nicky, Ricky, Dicky & Dawn
- Orange Carpet
- School of Rock
- Super Ninja
- Romeo!
- Sam & Cat
- Star Falls
- Power Rangers Samurai
- Power Rangers Megaforce
- Emma una strega da favola
- Victorious
- Vikki cuori in pista
- Zoey 101
- The Bureau of Magical Things

### Programmazione passata
- Anubis
- Ned - Scuola di sopravvivenza
- Elephant Princess